# Ident
Un ident (talvolta conosciuto nell'italiano svizzero come immagine d'antenna) è la pratica delle stazioni radio e televisive e delle reti di identificarsi in diretta, tipicamente per mezzo di un nominativo o di una marca. Ciò può essere fatto per soddisfare i requisiti delle autorità preposte al rilascio delle licenze, una forma di marchio o una combinazione di entrambi. In quanto tale, è strettamente correlato ai loghi di produzione, utilizzati sia nella televisione che nel cinema.
L'ident era fatto regolarmente da un annunciatore a metà strada durante la presentazione di un programma televisivo, o tra i programmi.
Un esempio di ident sono quelli dell'uomo mascherato, trasmessi sulla TSI dal 1993 al 1997.